# Kepler-283c
Kepler-283c es un exoplaneta descubierto en 2014 por el Telescopio Espacial Kepler, mediante el método de tránsito. Con un índice de similitud con la Tierra (IST) del 79 %, es uno de los cuerpos planetarios más parecidos a la Tierra de cuantos han sido encontrados hasta la fecha.

## Características

### Tamaño
Con un radio de 1,81 R⊕, Kepler-283c es una supertierra. Su masa estimada, asumiendo una composición de hierro-roca similar a la terrestre, es de 7,04 M⊕. Su densidad sería un 18 % mayor que la de la Tierra, posiblemente por el efecto compresor de la atracción gravitatoria sobre las capas internas del planeta. La gravedad sobre Kepler-283c sería más del doble que la terrestre, de modo que una persona con un peso de 80 kg en la Tierra pesaría algo más de 171 kg sobre su superficie.
Con estas características, la masa y radio de Kepler-283c están por encima del límite de 1,6 R⊕ y 6 M⊕ marcado por el equipo HARPS-N en sus investigaciones recientes para los cuerpos telúricos, por lo que podría ser un objeto terrestre con una superficie definida, un minineptuno o una transición entre ambos.

### Temperatura
La temperatura media superficial calculada para Kepler-283c es de 17,95 °C (mesoplaneta), frente a los 15 °C de la Tierra. Estas estimaciones parten de la posición del planeta en la zona habitable del sistema, ligeramente más desplazada hacia el confín interno de la misma que la Tierra. Mientras que el valor HZD terrestre (del inglés «Habitable Zone Distance» o distancia respecto al centro de la zona habitable) asignado por el Laboratorio de Habitabilidad Planetaria de la Universidad de Puerto Rico en Arecibo, es de -0,5 (desplazado hacia el confín interno), Kepler-283c registra un -0,58 (aún más). La temperatura real del planeta es desconocida, siendo probable (por su mayor masa) que cuente con una densidad atmosférica por encima de la terrestre. En tal caso, cabría esperar temperaturas aún mayores a las estimadas y no puede descartarse que se trate de un «supervenus».

### Anclaje por marea
Es habitual que los exoplanetas situados en la zona habitable de estrellas poco masivas se encuentren anclados por marea. Kepler-283 es una enana naranja, con una masa de 0,62 M☉ y un radio de 0,57 R☉, por lo que es posible que los exoplanetas próximos al confín interno de su zona habitable (como Kepler-283c) estén anclados por marea. Incluso si Kepler-283c se encuentra dentro del límite de anclaje, su posición extrema dentro del mismo hacen suponer que probablemente tenga una rotación no sincronizada con su órbita y que cuente con ciclos de día y noche similares a los de la Tierra.